# Ivan Prpić
Ivan Prpić (1887-Zagreb, 10 de enero de 1967) fue un general de infantería de la Guardia Nacional Croata y su jefe de personal entre 1942 y 1943. Recibió la Orden Militar del Trébol de Hierro en 1942.
En julio de 1943, se llevó a cabo un intento de asesinato contra su persona. Algunas fuentes aseguran que fue organizado por Ivo Herenčić.
En 1944, se jubiló y se mudó con su familia a la República Eslovaca; más tarde fue a Praga, en la restablecida Checoslovaquia. Los británicos lo arrestaron allí en agosto de 1945 y lo devolvieron a Yugoslavia. Tras ser interrogado en Belgrado y Zagreb, fue puesto en libertad en octubre.
Fue uno de los pocos generales del Estado Independiente de Croacia que el régimen comunista yugoslavo no condenó. Sus restos yacen en el cementerio de Mirogoj.